# AAW Racing Team
AAW Racing Team var ett finländskt racingstall under 1970-talet. 
AAW tävlade i sportvagnsracing, formel 3 och  formel 1. Säsongen 1974 deltog man i F1 med en Surtees TS16 med en Ford Cosworth DFV 3.0 V8 och med finländaren Leo Kinnunen som förare. Han kvalificerade sig endast till ett lopp, Sveriges Grand Prix 1974, vilket han bröt på grund av motorproblem. 